# Lamyet
Lamyet war ein Massenmaß in Rangun. Das Maß war nicht einheitlich groß.
- 1 Lamyet = 0,931 Lot (Preußen = 16,667 Gramm) = 15,517 Gramm[1]

Die Maßkette war
- 1 Ten = 4 Saits = 8 Sarots = 16 Pyis = 64 Sales = 128 Lames = 256 Lamyets